# Canal de Itabaca
El Canal de Itabaca es 800 kilómetros de la costa continental de Ecuador en Las Islas Galápagos y es una importante vía fluvial que atraviesa entre dos islas, la Isla Baltra y la Isla Santa Cruz.  Canal de Itabaca es utilizado por taxis acuáticos que llevan a las personas entre las islas y los barcos están fuera de la costa para llevar a la gente a otras islas de las Galápagos.  En las tres fotos que pueden ver Isla Baltra  está a la derecha, a la izquierda es Isla Santa Cruz y en el centro es Canal de Itabaca.

## Galería

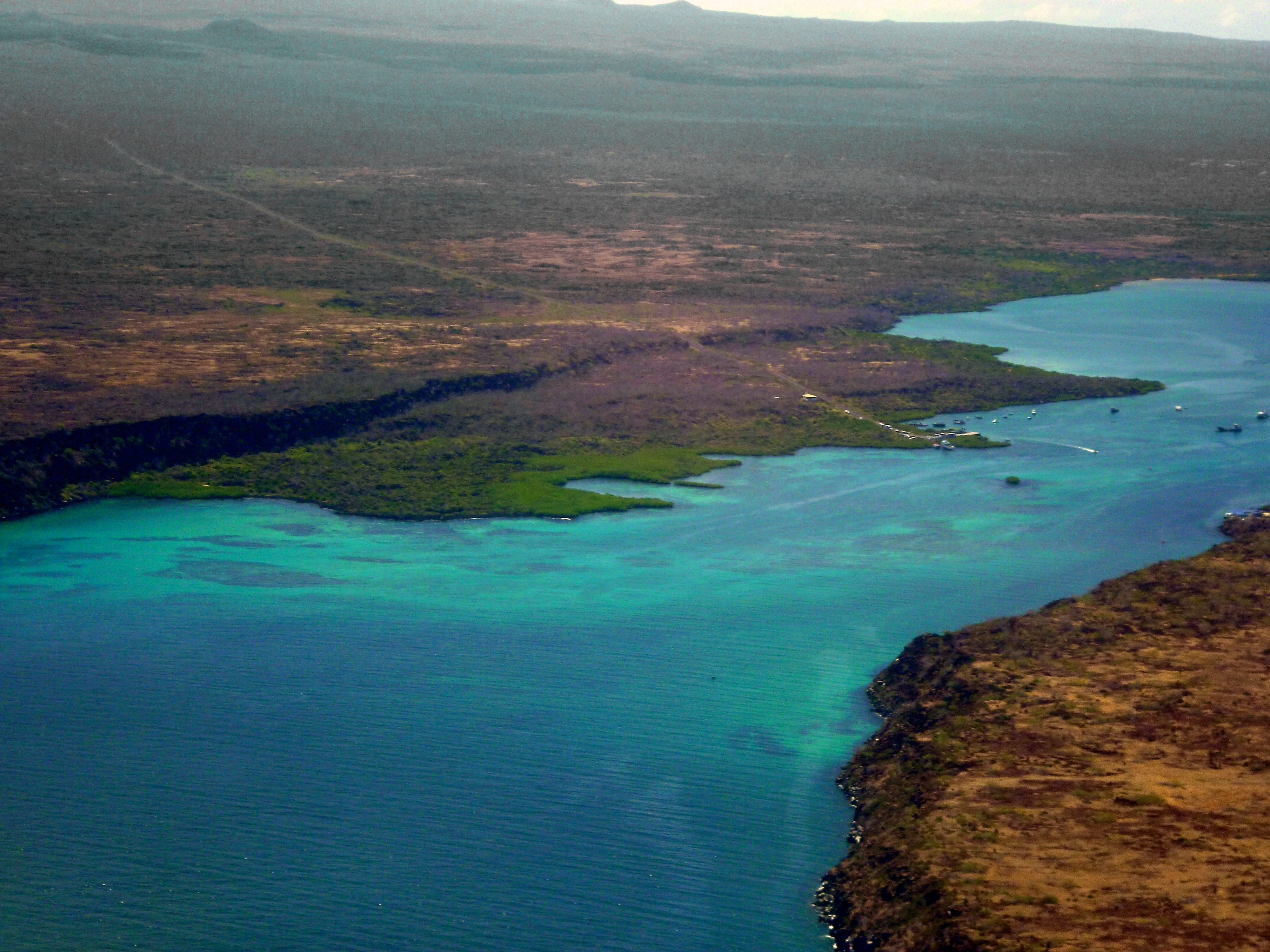
Canal de Itabaca.
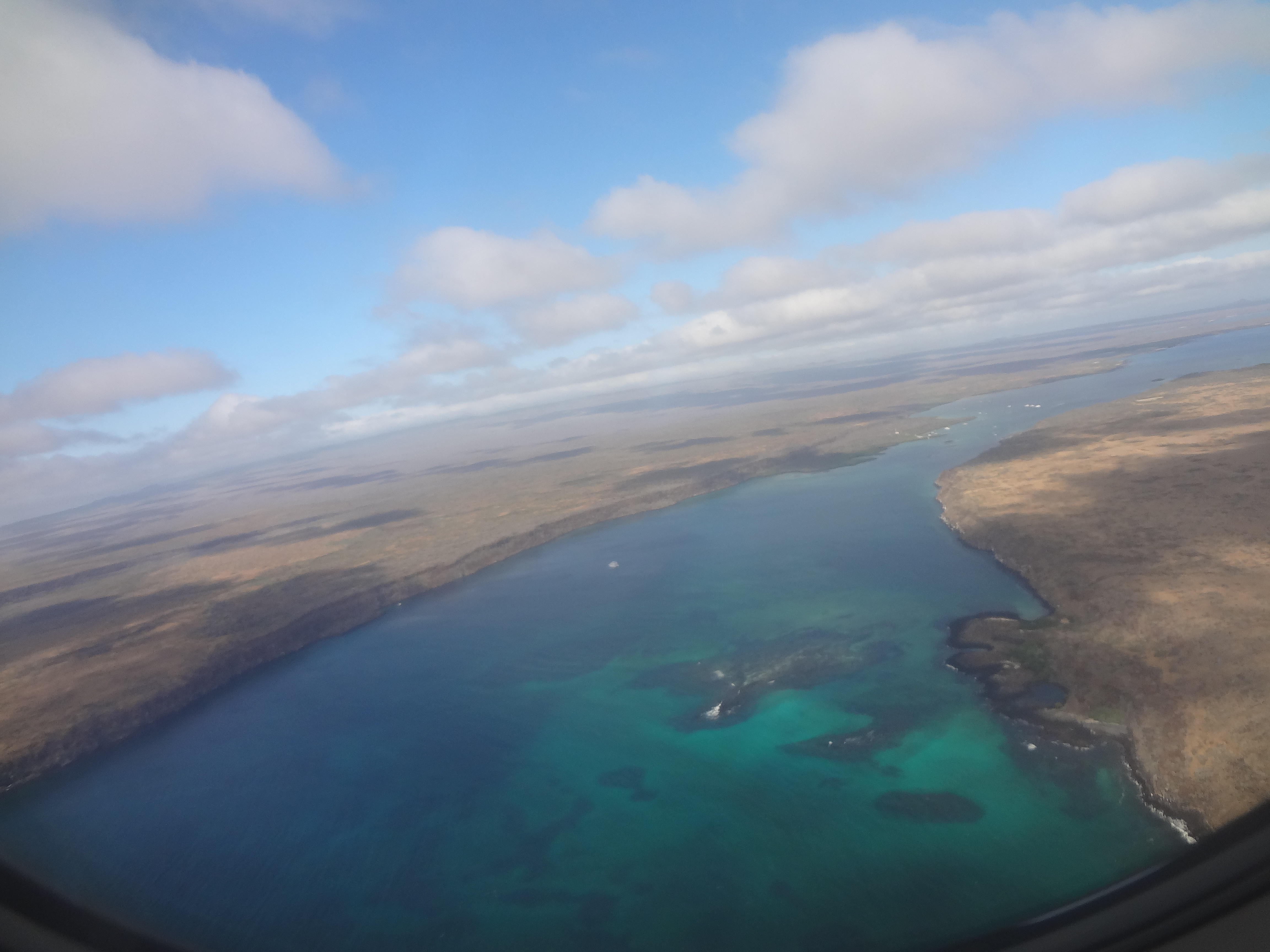
Canal de Itabaca.
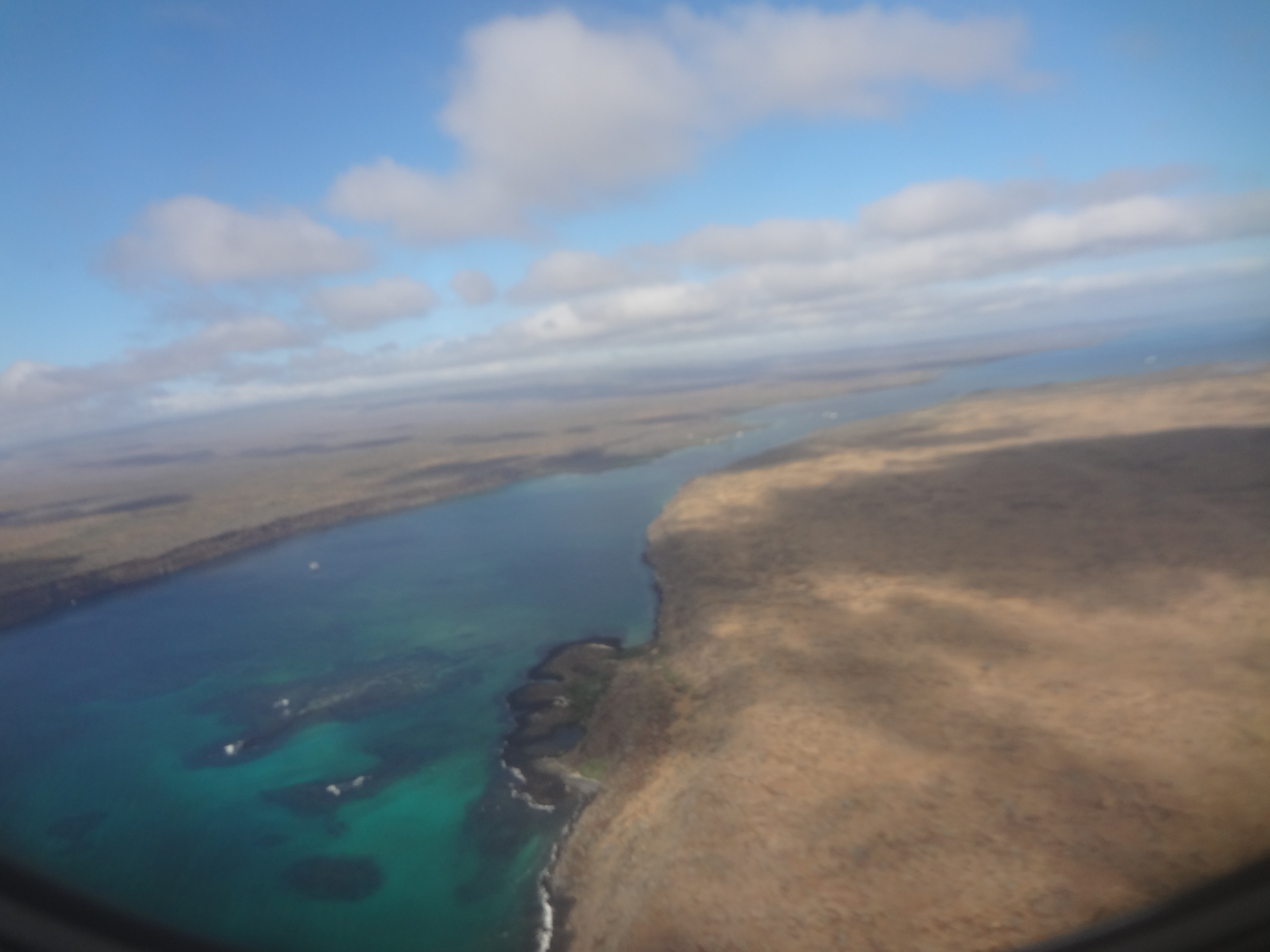
Canal de Itabaca.
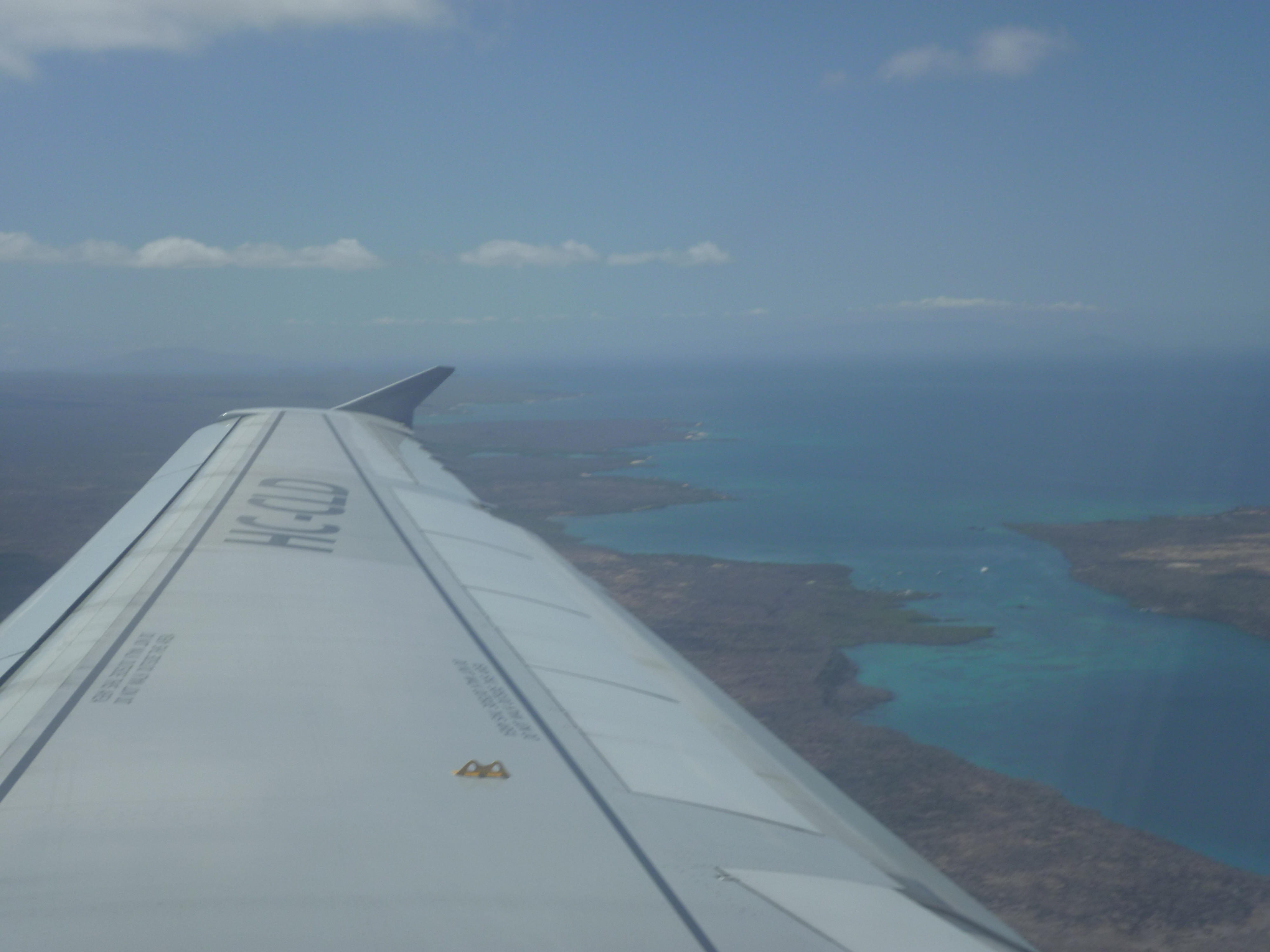
Canal de Itabaca.
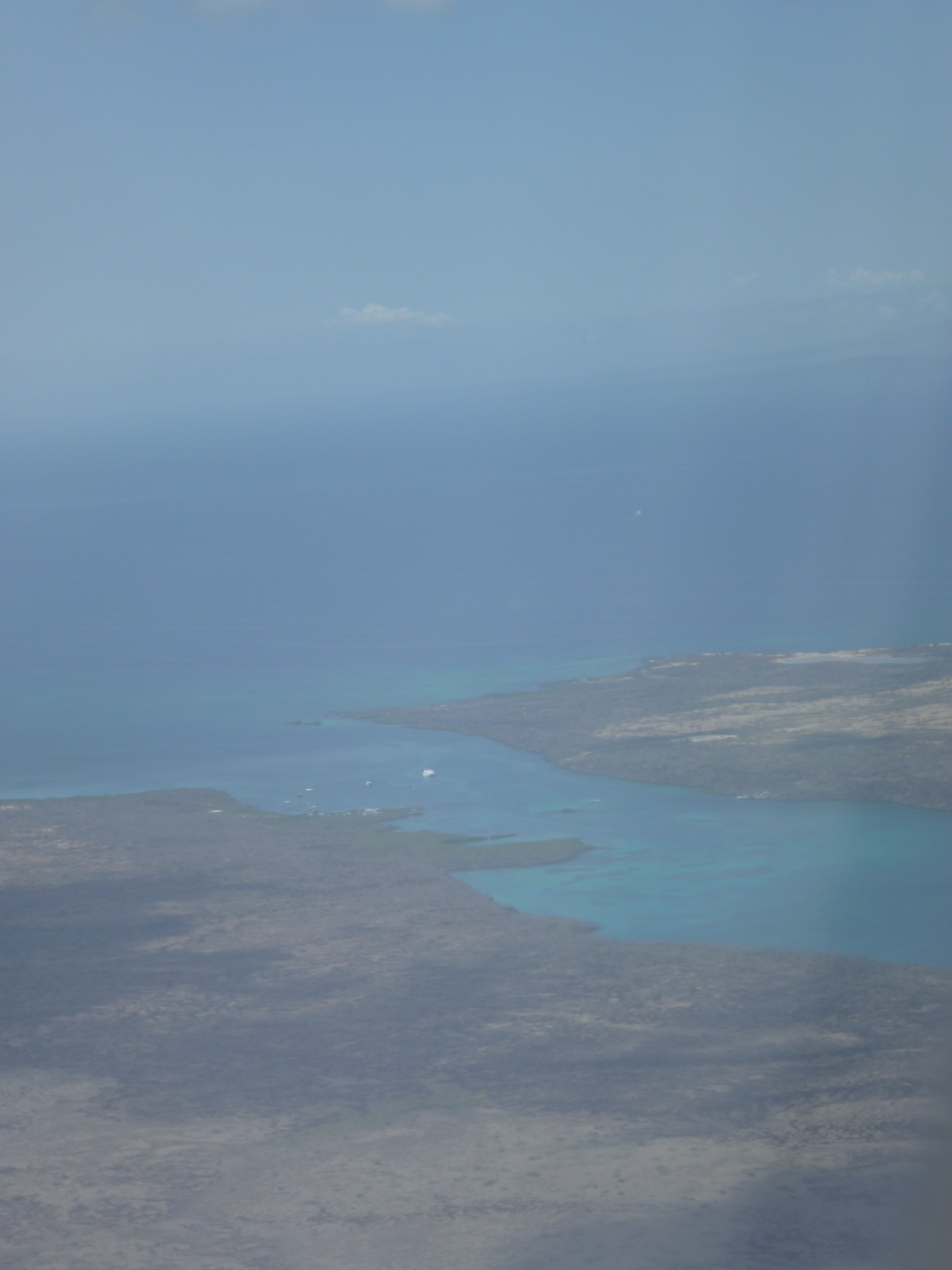
Canal de Itabaca.
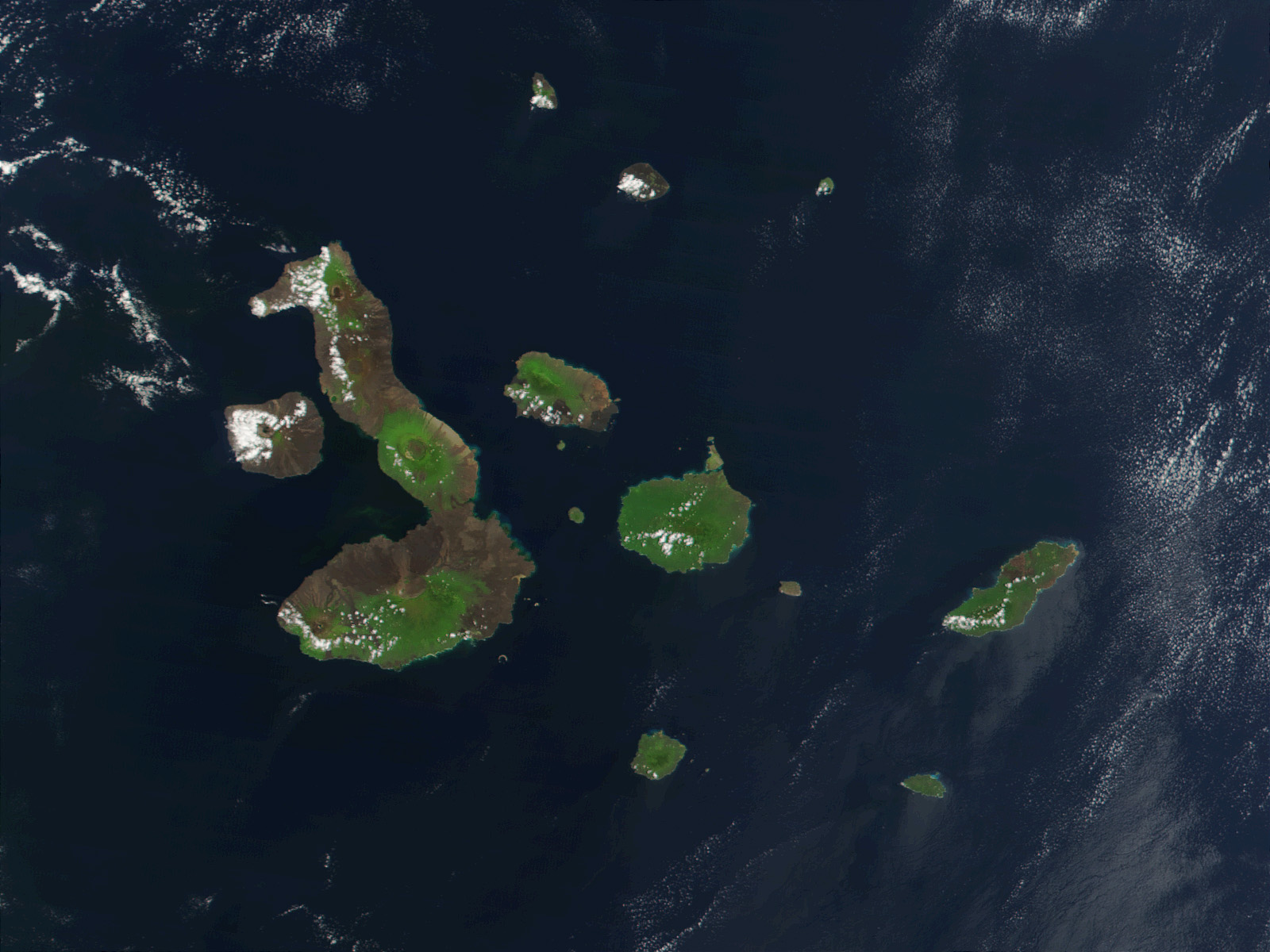
Galápagos Satélite Foto
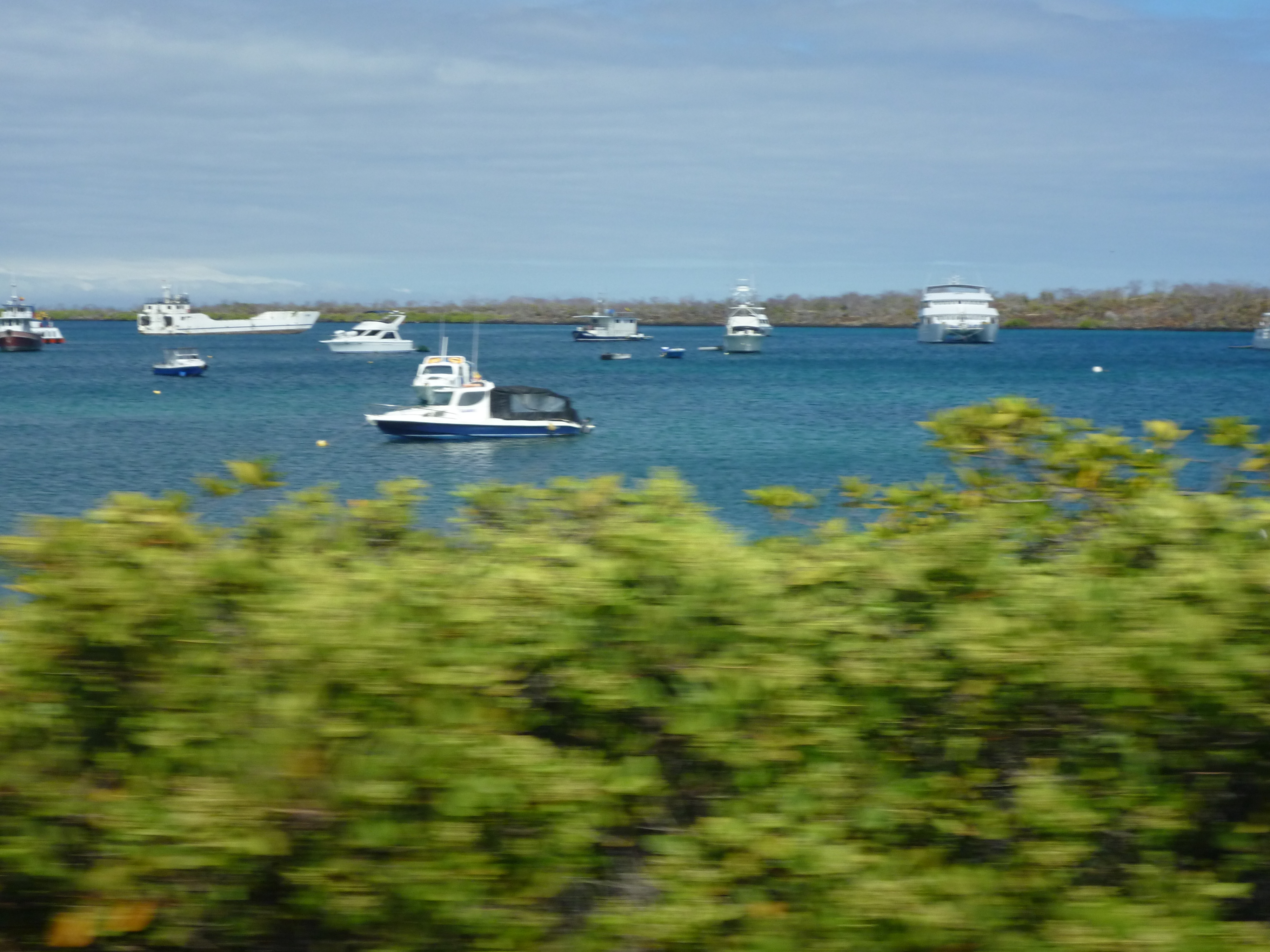
Barcos en el Canal de Itabaca.